# Ringlo
Ringlo so skupina kultivarjev navadne evropske slive Prunus domestica. Skupina je znana tudi pod imenoma Prunus italica in Prunus reine-claude. Razvil se je iz zelenoplodne divje slive (perzijsko گوجه‌سبز, latinizirano: Gowjesabz), ki izvira iz Irana (Perzije) in Bližnjega vzhoda.

## Opis
Ringloje prepoznamo po okrogli obliki in gladkem, bledo zelenem mesu. Običajno so veliki med 2 in 4 cm v premeru. Lupina je lahko v barvah od zelene do rumenkaste, pri nekaterih kultivarjih bledo modra ali rdečkasta; nekaj sort Reine Claude, kot je 'Graf Althanns', je rdečkasto vijolične barve zaradi križanja z drugimi slivami. Ta kultivar je pri nas posebno razširjen na obali, kjer ga domačini imenujejo àmolo, ki je v resnici italijansko ime za višnjevo slivo. 

## Etimologija in zgodovina
Poimenovanje ringlo je prevzeto preko nemškega Ringlotte, ki je nastalo iz Reine-Claude (kraljica Klavdija), kot so imenovali ženo kralja Franca I. Francoskega; neposredno iz francoščine je prevzet sinonim renklọ̑da.  
V začetku 16. stoletja je to drevo poslal Sulejman I. kot darilo francoskemu vladarju. Nato se je rastlina, ki je nezahtevna in bogato obrodi, zelo hitro razširila po zmernih območjih vse Evrope.
Ringloji so znani po zelo sladkem okusu brez kisline. Veljajo za najfinejše desertne slive; Anna Pavord jih imenuje »najbolj ambrozijski od vseh drevesnih sadežev«, David Karp pa jih opisuje kot »najboljše sadje na svetu«.
Čeprav je prej veljalo, da je prve uvozil v Anglijo iz Francije leta 1724 Sir William Gage, 7. baronet, so našli seme ringloja v stavbi iz 15. stoletja v Herefordu. Novejše raziskave kažejo, da je bil bratranec in soimenjak Sir William Gage, 2. baronet Hengrave, odgovoren za uvedbo ringlojev v Anglijo. Kmalu zatem so jih začeli gojiti v ameriških kolonijah, celo na plantažah ameriških predsednikov Georgea Washingtona (1732–1799) in Thomasa Jeffersona (1743–1826). Vendar pa je njihovo gojenje v Severni Ameriki od 18. stoletja močno upadlo.